# 永福町大勝軒

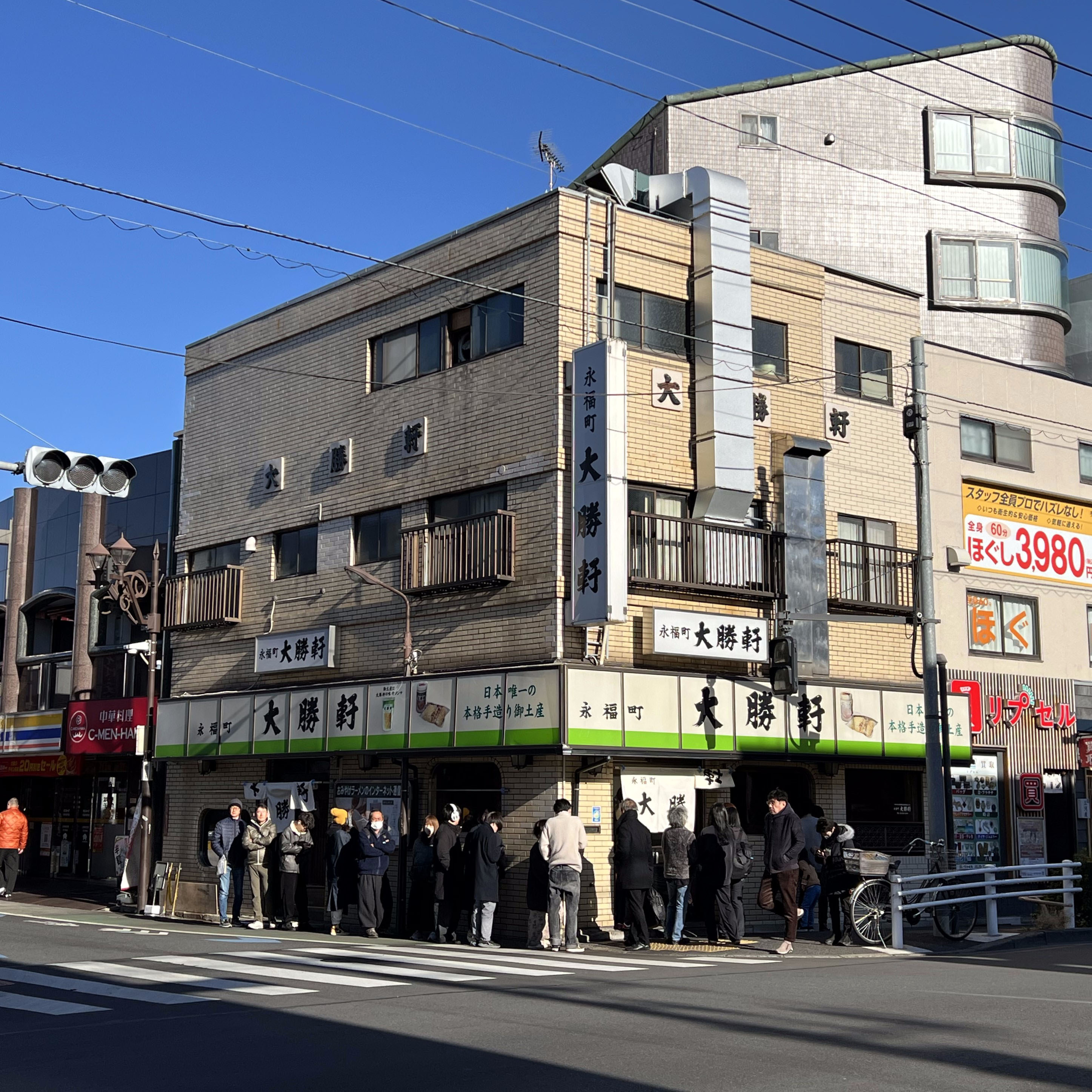
店舗外観

永福町大勝軒（えいふくちょうたいしょうけん）は、日本の東京都杉並区和泉にあるラーメン店。煮干スープと他店の2倍はある大盛り麺が特徴。

## 概要
創業者、草村賢治の家は杉並区堀之内で中華麺の製造・卸を営んでいた。その手伝いをし父母から商人の心得を学び、1955年（昭和30年）3月、京王井の頭線の永福町駅前で開業。開店してから暫くは、材料の拘りから、1杯35円のラーメンを作るのに、27円掛けていたと言われる。これは11年後の1966年に70円に値上げするまで続いた。
カツオ節や煮干など、魚介系のダシを使ったコクのある醤油スープと、草村商店の多加水の中細ちぢれ麺（20番）が特徴。

## 系列店、暖簾分けした店舗
- 草むら (東京都杉並区)
- 保谷大勝軒 (東京都西東京市)
- 一ノ割大勝軒 (埼玉県春日部市)
- 大勝軒 東岩槻 (埼玉県さいたま市岩槻区)
- 大勝軒 東川口 (埼玉県川口市)
- 大勝軒 秋川 (東京都あきる野市)
- 大勝軒 増戸 (東京都あきる野市)
- 大海軒 毛呂山 (埼玉県入間郡毛呂山町)
- 大勝軒 一ツ橋 (東京都小平市)
- 大勝軒 武蔵高萩 (埼玉県日高市)
- 大勝軒 狭山ヶ丘 (埼玉県所沢市)
- 川越大勝軒 (埼玉県川越市)
- 三鷹大勝軒 (東京都武蔵野市)
- 笹塚大勝軒 (東京都渋谷区)
- 田無大勝軒 (東京都西東京市)
- 中華そば専門店 勝や(東京都世田谷区)